# جان آر. بیلور
جان آر. بیلور (John R. Baylor) (در بدو تولد او جان رابرت بیلور) (John Robert Baylor) ‏ (۲۷ ژوئیه ۱۸۲۲–۶ فوریه ۱۸۹۴)، از عاملین سرخپوست ایالات متحده، ناشر، ویرایشگر، سیاستمدار آمریکایی و همچنین افسر ارشد ارتش ایالات مؤتلفه و مأمور رسیدگی به امور سرخ‌پوستان در دولت این کشور بود. پس از پایان دوران خدمتش در امور مربوط به سرخ‌پوستان، او به عنوان یکی از پایه‌گذاران روزنامه «مرد سفیدپوست» شروع به کار کرد؛ این روزنامه که در تگزاس شمالی منتشر می‌شد از منتقدان جدی فرماندار سم هیوستون بود.
بیلور در خلال جنگ داخلی آمریکا، نیروهای مؤتلفه تگزاس را به سوی نیومکزیکو هدایت کرد و متعاقباً خود را نخستین فرماندار منطقه آریزونا معرفی نمود. این اقدام وی از جانب جفرسون دیویس، رهبر ایالات مؤتلفه، مورد تأیید قرار گرفت. بعدها طی مشاجره‌ای که رخ داد سردبیر روزنامه رقیب به دست بیلور کشته شد. دیویس با دستور بیلور خطاب به هنگ تحت فرمانش برای قلع‌و قمع نیروهای آپاچی منطقه مخالف بود. از این‌رو، او را از فرمانداری عزل کرد و جایگاهی را که در کمیسیون تگزاس داشت از وی سلب شد.
اندکی بعد، بیلور از این بحران گذر کرد و در شهر سن آنتونیو ساکن شد. سپس به عنوان یکی از اعضای قانون‌گذار به دولت ایالتی راه یافت و علاوه بر آن به دامپروری نیز مشغول شد. در سال ۱۸۸۱ و درست زمانی که ۵۹ سال داشت بار دیگر در نزاعی یک نفر دیگر را کشت، با این حال در دادگاه تبرئه شد. جان آر. بیلور سال‌ها بعد در همان مزرعه پرورش دامی که متعلق به خودش بود، از دنیا رفت.

## اوایل زندگی
جان آر. بیلور در سال ۱۸۲۲ در شهر پاریس واقع در ایالت کنتاکی به دنیا آمد، او فرزند یکی از پزشکان جراح شاغل در ارتش آمریکا و همسر او بود. جان یک برادر به نام جورج وایت بیلور داشت که به راه پدر رفت و به خدمت نیروهای نظامی درآمد و بعدها به درجه سرهنگی رسید. این دو پسر همراه خانواده خود در پایگاه‌های نظامی مختلفی زندگی کردند و در آنجا بزرگ شدند. این پایگاه‌ها محلی بود که پدرشان به عنوان دستیار جراح هنگ هفتم خدمت می‌کرد. یکی از عموهای‌شان، رابرت ایمیت بلدسو بیلور، در دادگاه عالی تگزاس به سمت دستیار قاضی منصوب شد و از بنیان‌گذارن دانشگاه بیلور بود. عموی ارشد آنها، سرهنگ جورج آر. بیلور نیز در جنگ انقلاب آمریکا حضور داشت.

## عزیمت به تگزاس
جان بیلور در سن هیجده سالگی به منطقه فایِت در ایالت تگزاس نقل مکان کرد و زندگی‌اش را در آنجا بنا نهاد. در سال ۱۸۴۰ به نیروهای داوطلب این ایالت ملحق شد تا به نبرد با سرخ‌پوستان قبیله کومانچی برود. وی در سال ۱۸۴۴ در شهر مارشال تگزاس با امیلی هانا ازدواج کرد؛ این زوج صاحب هفت پسر و سه دختر شدند. البته برادرش جورج نیز سرانجام به تگزاس آمد.
بیلور که با اشتغال به دام‌پروری در تگزاس روزگار می‌گذارند، تصمیم گرفت که گریزی نیز به سیاست بزند و اینگونه بود که در سال ۱۸۵۱ به عضویت مجلس قانون‌گذاری این ایالت درآمد و طی سال‌های ۱۸۵۲ تا ۱۸۵۴ در آنجا مشغول به کار بود. در سال ۱۸۵۳ صلاحیت حقوقی لازم را کسب کرد. در سال ۱۸۵۵ به عنوان مأمور دولت، مسئول رسیدگی به امور قبیله کومانچی شد و تا سال ۱۸۵۷ و انفصالش از کار، در این منصب باقی ماند. پس از برکناری به سرتاسر ایالت سفر کرد و طی این سفرها ضمن اعلام مخالفت خود با سرخ‌پوستان کومانچی، اقدام به برگزاری گردهمایی‌های ضد سرخ‌پوستی نیز نمود. در این زمان او سردبیری روزنامه‌ای به نام «دِ وایت‌من» را بر عهده داشت که در ضدیت با سرخ‌پوستان بود. به علاوه وی قریب به یکصد هزار نفر از نیروهای پارتیزانی را برای مقابله با سرخ‌پوستان سازماندهی کرده بود.
بعدتر، جان بیلور برای رسیدگی به امور سرخ‌پوستان در منطقه جک به مأموریت گماشته شد و از سال ۱۸۵۶ تا زمان برکناری‌اش یعنی مارس ۱۸۵۷ در آنجا فعالیت می‌کرد. وی در شمار یکی از منتقدان فرماندار سم هیوستون قرار داشت که معتقد بود او آنطور که شایسته‌است از ساکنان تگزاس شمالی در مقابل کومانچی‌ها و آپاچی‌های لیپان دفاع نمی‌کند.
بدین‌ترتیب وی برای حضور در مجلس ایالتی انتخاب شد و بعد از سال ۱۸۶۰ هم‌بنیانگذار و سردبیر یک روزنامه محلی به نام «دِ وایت‌من» بود که از اخراج سرخ‌پوستان از تگزاس شمالی حمایت می‌کرد. دفتر این روزنامه در شهر جکس‌بورو قرارداشت، بنابراین از مزیت شهری برخوردار بود که یکی از توقفگاه‌های مسیر شرکت پُستی و حمل‌ونقل باترفیلد اورلند به‌شمار می‌رفت. از این رو تخمین زده می‌شد که این روزنامه بتواند به دست قریب به یکصد هزار خواننده برسد.

## جنگ داخلی آمریکا
پس از خروج ایالت تگزاس از اتحادیه، بیلور مأموریت یافت تا در مقام سرهنگ دوم فرماندهی هنگ دوم سواره‌نظام تگزاس را (که با نام هنگ دوم تفنگداران سواره تگزاس نیز شناخته می‌شوند) عهده‌دار شود. نیروهای تحت امر او از جهت جنوب غربی وارد منطقه نیومکزیکو شدند و فورت‌بلیس را به اشغال خود درآوردند.

### فرماندار منطقه آریزونا (۱۸۶۲–۱۸۶۱)
پس از کسب پیروزی در نبرد اول مِسیلا (۲۵ ژوئیه ۱۸۶۱) و به تسلیم درآوردن نیروهای آمریکایی در آن منطقه، بیلور خود را به عنوان فرماندار آریزونا معرفی کرد؛ منطقه‌ای که شامل نواحی جنوبی نیومکزیکو و آریزونای کنونی می‌شد. این سمت از سوی کنگره مؤتلفه مورد تأیید قرار گرفت و او در سال ۱۸۶۱ به درجه سرهنگی ارتقا یافت. در ۱۸ ژانویه ۱۸۶۲، این ناحیه که تازه داشت شکل می‌گرفت توسط ایالات مؤتلفه رسماً سامان یافت.

### مجلس نمایندگان ایالات مؤتلفه (۱۸۶۳–۱۸۶۵)
مدتی بعد بیلور برای حضور در دومین کنگره ایالات مؤتلفه انتخاب شد و طی سال‌های ۱۸۶۳ تا ۱۸۶۵ به عنوان نماینده ایالت تگزاس در آنجا مشغول به خدمت بود. بار دیگر در مقام سرهنگ مأموریتی به او داده شد تا به منظور بازپس‌گیری آریزونا اقدام به جمع‌آوری نیروهای تازه‌نفس کند. این در حالی بود که درست دو هفته پس از آن، جنگ داخلی آمریکا خاتمه یافت.

## اواخر زندگی
طی سال‌های پس از جنگ، بیلور در سنت‌آنتونیو واقع در تگزاس سکونت داشت. در سال ۱۸۷۳ او به نمایندگی از حزب دموکرات نامزد فرمانداری تگزاس شد ولی در رقابت با ریچارد کوک شکست خورد.
در سال ۱۸۷۶ و همزمان با بحبوحه نبرد تپه‌های سیاه، او برای مقابله با قبیله لاکوتا سیوکس در ارتش آمریکا خدمت کرد.
در سال ۱۸۷۸، او در منطقه یووالد مزرعه دامپروری نسبتاً بزرگی به راه انداخت که رونق گرفت ولی او همچنان خود را وارد درگیری‌های خشونت‌آمیز می‌کرد تا جاییکه گفته می‌شد در اوایل دهه ۱۸۸۰ در نزاع بر سر دام‌ها یک نفر را کشته‌است. این قتل در منطقه یووالد رخ داد و قربانی گیل‌کریست نام داشت. البته بیلور هیچگاه برای این جنایت متهم نشد.
او در در تاریخ ۶ فوریه ۱۸۹۴ و در سن ۷۱ سالگی در مزرعه دام‌پروری خودش از دنیا رفت و در گورستان کلیسای عروج به خاک سپرده شد.